# النظرة اليهودية للنبي محمد

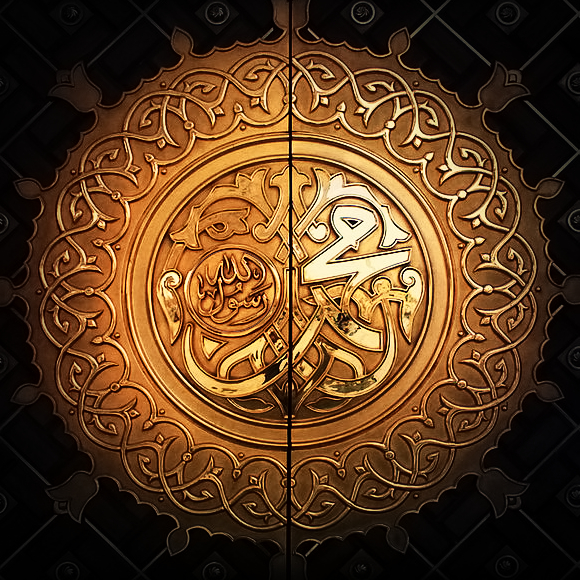
باب المسجد النبوي الشريف

هناك عدد قليل جداً من النصوص في اليهودية التي تشير إلى النبي محمد. ترفض النصوص التي تتطرق أو تشير إلى النبي محمد بشكل عام الاعتراف بتلقي محمد النبوة من الله ووصفه وبدلاً من ذلك تصفه بأنه نبي مزيف. في القرون الوسطى، كان من الشائع أن يصف الكتاب اليهود محمد بأنه «مجنون»، وهو مصطلح يعبر عن الاحتقار ويستخدم بشكل متكرر في الكتاب المقدس لأولئك الذين يعتقدون أنهم أنبياء.
يوجد تقليد في اليهودية يعترف بوجود أنبياء غير يهود أرسلهم الله من أجل هداية شعوبهم، ومنهم مثلاً بلعام وأيوب الذين لم يكونا من العبرانيين. وقد اختلفت وجهات نظر كبار علماء الدين اليهود في محمد بدرجة كبيرة، فرأى العالم اليهودي اليمني نثنائيل بن الفيومي في كتابه «بستان العقول» أن الله قد يرسل أنبياء لا تتفق رسالتهم مع المعتقدات التي أتى بها الأنبياء اليهود. ويعتبر الفيومي محمد نبياً صادقاً غير أن رسالته موجهة إلى العرب بشكل خاص وليست لليهود وذلك لتعارضها مع التوراة. غير أنه من الملاحظ أن نظرة الفيومي لم تلق قبولاً واسعاً بين اليهود في عصره.
ويرى موسى بن ميمون أهم اللاهوتيين اليهود في العصور الوسطى أن محمدا قد انتقى بعض التعاليم اليهودية في رسالته وأضاف إليها عبادات أخرى. ويرى ميمون أن محمداً كان نبياً كاذباً ويعتبر ادعاءه النبوة غير ذي مصداقية لأنه يخالف التقليد التوراتي اليهودي. كما يرى أن كون الرسول أمياً يمنعه من الوصول لمرتبة الأنبياء.